# Балабандере
Балабандере е река в Стара планина, област Бургас – община Руен, десен приток на река Луда Камчия. Дължината ѝ е 24 km.
Река Балабандере води началото си от извор-чешма под името Кюпрюдере, на 507 m н.в., в Еминска планина, в непосредствена близост западно от село Добра поляна, община Руен. В горното се течение протича на североизток, а в средното и долното – на северозапад в дълбока, на места каньоновидна и силно залесена долина. Влива се отдясно в река Луда Камчия на 60 m н.в., на 1,4 km югозападно от село Добромир, община Руен.
Площта на водосборния басейн на реката е 70,5 km2, което представлява 4,4% от водосборния басейн на река Луда Камчия.
Основни притоци – → ляв приток, ← десен приток:
- ← Кюпрюлюдере
- ← Амзабукардере
- → Ичименска река
- ← Сливенски дол
- ← Хаджиев дол
- → Емшерлийски дол
- → Дермендере

Реката е с дъждовно-снежно подхранване с максимален отток през месеците март-април, а минимален – септември-октомври.
До извора на реката е разположено село Добра поляна.
От двете страни на дълбоката, каньоновидна долина на реката, по стръмните и отвесни скални корнизи има интересни и причудливи скални образувания – Свинската глава, Костенурката и др.

## Топографска карта
- Лист от карта K-35-43. Мащаб: 1 : 100 000.